# Lathusia
Lathusia is een kevergeslacht uit de familie van de boktorren (Cerambycidae). De wetenschappelijke naam van het geslacht werd voor het eerst geldig gepubliceerd in 1959 door Zajciw.

## Soorten
Lathusia omvat de volgende soorten:
- Lathusia ferruginea (Bruch, 1908)
- Lathusia parvipilipes (Zajciw, 1959)